# 들깨속
들깨속(Perilla)은 꿀풀과에 속하는 속으로, 들깨(P. frutescens)와 그 변종인 소엽(P. frutescens var. crispa)이 속한다.
- 들깨(P. frutescens) – 잎은 "깻잎"이라 부르고, 들깨로 짠 기름은 "들기름"이라고 부른다.
- 소엽(P. frutescens var. crispa) – "차조기", "차즈기"로도 부른다. 일본어로는 "시소(シソ/紫蘇)"로, 베트남어로는 "띠어 또(tía tô)"로 부른다.
  - 적소엽(P. frutescens var. crispa f. purpurea)
  - 청소엽(P. frutescens var. crispa f. viridis)
- 레몬들깨(P. frutescens var. hirtella)[2][3]

아래 이름들은 들깨속에 속하는 독립적인 종인지 아직 밝혀지지 않았다.
- P. cavaleriei H.Lév.
- P. heteromorpha Carrière
- P. setoyensis G.Honda

아래 이름들은 과거에 들깨속에 속한다 여겨졌으나, 현재는 다른 속에 속한다고 여겨진다.
- P. elata D.Don. = Elsholtzia blanda (Benth.) Benth.
- P. fruticosa D.Don. = Elsholtzia fruticosa (D. Don) Rehder
- P. lanceolata Benth = Mosla scabra (Thunb.) C.Y.Wu & H.W.Li
- P. leptostachya D.Don. = Elsholtzia stachyodes (Link) Raizada & H.O.Saxena
- P. marathrosma Spreng. = Agastache foeniculum (Pursh) Kuntze
- P. nankinensis Wender. = Plectranthus scutellarioides (L.) R.Br.
- P. polystachya D.Don. = 향유(Elsholtzia ciliata)